# 조아나 드 베로나

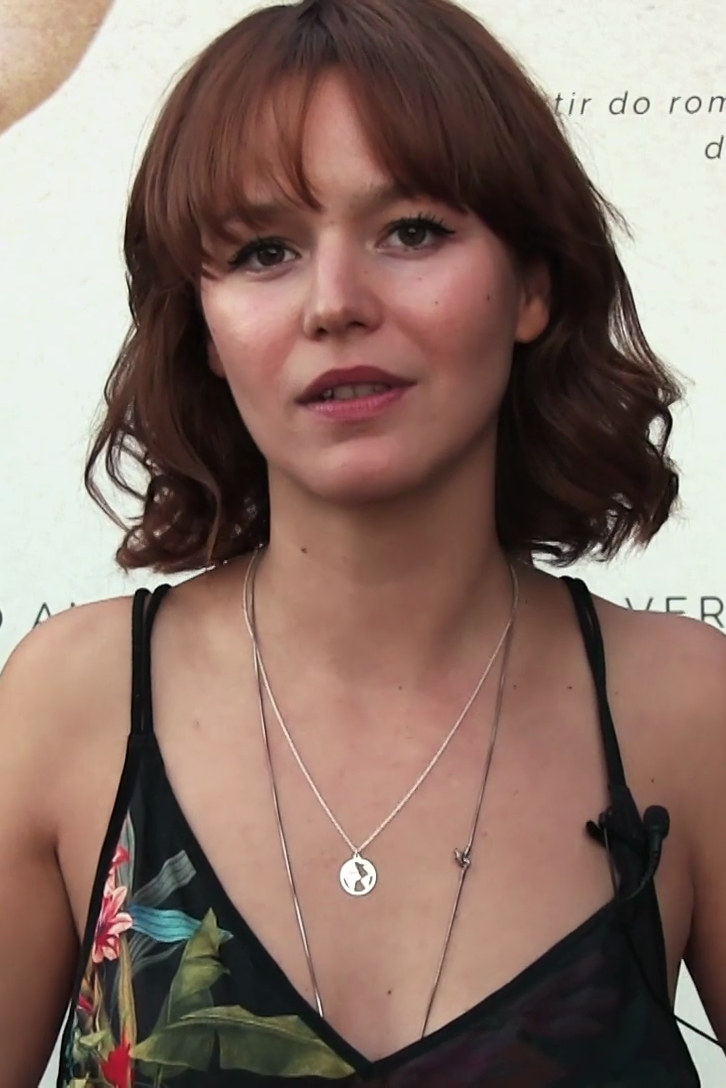

조아나 드 베로나(Joana de Verona, 1989년 12월 8일 ~ )는 포르투갈의 모델, 배우, 영화배우이다.
상루이스에서 태어났다.

## 영화
- 데드 퀸 (2018년) - 이네스 역
- 스탈린의 소파(가제) (2016년)
- 율야 (2015년)
- 라파 (2011년)
- 리스본의 미스터리 (2010년)
- 퍼펙트 서클 (2009년)
- 노던 랜드 (2008년)